# Tour de France 1913
Il Tour de France 1913, undicesima edizione della Grande Boucle, si svolse in quindici tappe tra il 29 giugno e il 27 luglio 1913, per un percorso totale di 5388 km. Fu vinto per la prima volta dal belga Philippe Thys. Si trattò della seconda edizione, peraltro consecutiva, in cui trionfò un atleta di nazionalità belga.
Thys, vincente al primo podio assoluto ottenuto nel Tour, terminò in 197h54'00", davanti al francese Gustave Garrigou (secondo classificato e, per la sesta ed ultima volta, nonché per la quinta consecutiva, sul podio di Parigi) e al connazionale Marcel Buysse (al primo e unico podio del Tour in qualità di terzo classificato).

## Tappe
| Tappa  | Data      | Percorso                     | km    | Vincitore di tappa  | Leader cl. generale |
| ------ | --------- | ---------------------------- | ----- | ------------------- | ------------------- |
| 1ª     | 29 giugno | Parigi > Le Havre            | 388   | Giovanni Micheletto | Giovanni Micheletto |
| 2ª     | 1º luglio | Le Havre > Cherbourg         | 364   | Jules Masselis      | Jules Masselis      |
| 3ª     | 3 luglio  | Cherbourg > Brest            | 405   | Henri Pélissier     | Odile Defraye       |
| 4ª     | 5 luglio  | Brest > La Rochelle          | 470   | Marcel Buysse       | Odile Defraye       |
| 5ª     | 7 luglio  | La Rochelle > Bayonne        | 379   | Henri Van Lerberghe | Odile Defraye       |
| 6ª     | 9 luglio  | Bayonne > Luchon             | 326   | Philippe Thys       | Philippe Thys       |
| 7ª     | 11 luglio | Luchon > Perpignano          | 324   | Marcel Buysse       | Marcel Buysse       |
| 8ª     | 13 luglio | Perpignano > Aix-en-Provence | 325   | Gustave Garrigou    | Marcel Buysse       |
| 9ª     | 15 luglio | Aix-en-Provence > Nizza      | 356   | Firmin Lambot       | Philippe Thys       |
| 10ª    | 17 luglio | Nizza > Grenoble             | 333   | François Faber      | Philippe Thys       |
| 11ª    | 19 luglio | Grenoble > Ginevra           | 325   | Marcel Buysse       | Philippe Thys       |
| 12ª    | 21 luglio | Ginevra > Belfort            | 335   | Marcel Buysse       | Philippe Thys       |
| 13ª    | 23 luglio | Belfort > Longwy             | 325   | François Faber      | Philippe Thys       |
| 14ª    | 25 luglio | Longwy > Dunkerque           | 393   | Marcel Buysse       | Philippe Thys       |
| 15ª    | 27 luglio | Dunkerque > Parigi           | 340   | Marcel Buysse       | Philippe Thys       |
| Totale | Totale    | Totale                       | 5 388 |                     |                     |

## Squadre e corridori partecipanti
Parteciparono alla competizione nove squadre oltre ai corridori "Isolati".
| N.      | Cod. | Squadra                 |
| ------- | ---- | ----------------------- |
| 1-8     | -    | La Française-Diamant    |
| 9-16    | -    | Peugeot-Wolber          |
| 17-24   | -    | Automoto-Continental    |
| 25-32   | -    | Alcyon-Soly             |
| 33-36   | -    | Liberator-Hutchinson    |
| 37-40   | -    | Griffon-Continental     |
| 41-48   | -    | J.B. Louvet-Continental |
| 49-50   | -    | Armor-Soly              |
| 51-55   | -    | Labor-Soly              |
| 101-209 | -    | Isolati                 |

## Resoconto degli eventi
Per la prima volta dal 1904, la classifica generale tornò ad essere stabilita in base ai tempi di arrivo al traguardo di ogni tappa, cambiamento che rimarrà definitivo. La partenza dell'edizione 1913 fu a Boulogne-Billancourt, mentre l'arrivo finale fu come sempre a Parigi, al Parco dei Principi. Per la prima volta, il senso di rotazione fu invertito, partendo verso ovest per ritornare a Parigi da est.
La corsa, caratterizzata da abbandoni e cadute tanto che dei 140 partenti arrivarono solamente 25 corridori, fu dominata dalla squadra "Cicli Pegeout" che riuscì a piazzare tre corridori sul podio, malgrado le altre squadre si fossero coalizzate per arginarne il dominio. L'andamento della leadership fu ondivago: Philippe Thys la conquistò alla fine della sesta tappa, a spese del connazionale Odile Defraye, per poi riperderla al termine della successiva tappa, a vantaggio dell'altro belga Marcel Buysse. Dopo la nona tappa Thys riprese il comando, mantenendolo fino alla fine. Il belga fu quindi leader della classifica alla fine di otto tappe su quindici. Eugène Christophe, nella tappa di Luchon, dopo essere andato in fuga insieme al suo compagno di squadra Thys, ruppe la forcella sulla discesa del Tourmalet e, nonostante un fabbro si fosse proposto di aggiustargliela, rifiutò in quanto non consentito dal regolamento e la aggiustò da solo. Famoso l'aneddoto che si tramanda per cui al giudice di gara, fermatosi con lui per controllare l'applicazione stretta del regolamento, che aveva manifestato il desiderio di andare a mangiare qualcosa durante la riparazione, Christophe lo impedì dicendogli: "tu sei il carceriere e io il prigioniero, quindi stai qui a controllare". Arrivò al traguardo con diverse ore di ritardo, perdendo qualsiasi possibilità di vittoria finale.
Philippe Thys era alla seconda partecipazione del Tour. Arrivato sesto nell'edizione precedente (1912), riuscì quindi a salire per la prima volta sul podio di Parigi già come vincitore. Si aggiudicherà altre due edizioni della Grande Boucle, nell'edizione successiva (1914) e nel 1920, diventando così il primo corridore a vincere tre edizioni della corsa a tappe francese. Gli anni della prima guerra mondiale preclusero al ciclista belga la possibilità di cogliere un maggior numero di successi al Tour.
Gustave Garrigou, invece, colse per la sesta e ultima volta in carriera il podio al Tour de France: vincitore nel 1911, per tre volte secondo (1907-1909-1913) e per due volte terzo (1910-1912). Dunque, egli migliorò due primati che già gli appartenevano: numero di podi (sei) raggiunti in diverse edizioni della corsa e numero di podi (cinque) ottenuti consecutivamente.
Per Marcel Buysse terzo nella classifica generale, fu il primo e unico podio al Tour. Il belga apparteneva ad una famiglia di ciclisti e vedrà suo fratello Lucien Buysse trionfare al Tour de France 1926.
Camillo Bertarelli, 8^ nella classifica generale finale e 1^ degli italiani, fu il vincitore della speciale classifica degli "Isolati".
Per la prima volta nella storia del Tour de France, in questa edizione si parlò dell'attuale simbolo del primato: la maglia gialla. Philippe Thys ricordò nella rivista belga Champions et Vedettes che nel 1913 gli fu data una maglia gialla quando il patron della corsa, Henri Desgrange, gli chiese di indossare una maglia colorata per distinguersi. Thys declinò, dicendo che renderlo più visibile, avrebbe incoraggiato gli altri corridori ad attaccarlo. La prima maglia gialla sarebbe stata formalmente indossata da Eugène Christophe, il 19 luglio 1919.
Al Tour de France 1913 parteciparono 140 corridori e 25 giunsero a Parigi. Marcel Buysse fu il corridore che vinse il maggior numero di tappe in questa edizione: ben sei su un totale di quindici.

## Classifiche finali

### Classifica generale
| Pos. | Corridore          | Squadra      | Tempo       |
| ---- | ------------------ | ------------ | ----------- |
| 1    | Philippe Thys      | Peugeot      | 197h54'00"  |
| 2    | Gustave Garrigou   | Peugeot      | a 8'37"     |
| 3    | Marcel Buysse      | Peugeot      | a 3h30'55"  |
| 4    | Firmin Lambot      | Griffon      | a 4h12'45"  |
| 5    | François Faber     | Peugeot      | a 6h26'04"  |
| 6    | Alfons Spiessens   | J.B. Louvet  | a 7h27'52"  |
| 7    | Eugène Christophe  | Peugeot      | a 14h06'35" |
| 8    | Camillo Bertarelli | Indipendente | a 14h21'38" |
| 9    | Joseph Van Daele   | J.B. Louvet  | a 16h39'53" |
| 10   | Émile Engel        | Peugeot      | a 16h52'34" |